# Edwin Swatek
Edwin Paul Swatek (Chicago, 7 gennaio 1885 – Oxnard, 2 gennaio 1966) è stato un pallanuotista e nuotatore statunitense.

## Carriera
Partecipò con il Chicago Athletic Association al torneo di pallanuoto ai Giochi della III Olimpiade, in cui la sua squadra dovette disputare solamente la finale, perdendo 6-0 con i connazionali del New York Athletic Club e arrivando così sul secondo gradino del podio. Prese parte anche alla gara della 100 iarde dorso, dove arrivò in finale, senza vincere alcuna medaglia.

## Palmarès
- Argento ai Giochi olimpici di Saint Louis 1904